# Rampage (serie)
Rampage es juego gira en torno al uso de un monstruo elegido para destruir ciudades de todo el mundo mientras se atacan o evitan fuerzas policiales y militares.
La entrega más reciente es la versión para Wii de Rampage: Destrucción Total, lanzada el 19 de noviembre de 2006 (casi nueve meses después de las fechas de lanzamiento originales de GameCube y PS2 ).Una adaptación para película será lanzada en el año 2018.

## Premisa
Los humanos han experimentado extrañas transformaciones en gigantescos monstruos parecidos a animales debido a los experimentos realizados por los malvados y corruptos Scumlabs. Estos monstruos proceden a viajar a través de los Estados Unidos, alrededor del mundo, hacia el espacio y eventualmente a través del tiempo destruyendo (y ocasionalmente devorando) todo lo que está a la vista.

## Personajes

### Monstruos
En la serie Rampage los personajes protagonistas son monstruos, generalmente mutados de humanos, que tienen como propósito llevar la destrucción a las grandes ciudades, vencer a las fuerzas militares y policiales, y algunas veces salvar el planeta de un gran y catastrófico peligro.

#### George
George es un humano que fue mutado en un gorila gigante que es similar a King Kong.
En el primer juego, fue un científico que fue mutado por vitaminas experimentales.
En Rampage Gira Mundial, George fue un científico en Scumlabs que fue mutado por una explosión de laboratorio.
En Rampage: Destrucción Total, George era un hombre de unos 20 años que bebió Soda Scum y tuvo una reacción violenta que lo convirtió en un gorila gigante.
En la próxima película de 2018, George es un gorila albino similar a Snowflake. Él está mutado por un experimento de otro mundo.

#### Lizzie
Lizzie es una humana que se transformó en un monstruo gigante tipo lagarto que es similar a Godzilla.
En el primer videojuego, Lizzie era una mujer que fue mutada al nadar en un lago que estaba lleno de desechos radiactivos desechados.
En Rampage Gira Mundial, Lizzie fue una científica en Scumlabs que fue mutada por una explosión de laboratorio.
En Rampage: Destrucción Total, Lizzie fue una mujer hermosa que bebió Soda Scum y tuvo una reacción violenta que la convirtió en un monstruo gigante de lagarto.
En la próxima película de 2018, un cocodrilo que se puede considerar como Lizzie está mutado por un experimento de otro mundo.

#### Ralph
Ralph es un humano que se transformó en un monstruo gigante parecido a un hombre lobo.
En el primer videojuego, Ralph era un humano que fue mutado por un aditivo alimentario que estaba en su perro caliente.
En Rampage Gira Mundial, Ralph era un científico de Scumlabs que fue mutado por una explosión de laboratorio.
En Rampage: Destrucción Total, Ralph bebió Soda Scum, donde tuvo una reacción violenta que lo convirtió en un monstruo gigante de hombre lobo.
Debido a que sus dos trabajos son escalar y destrozar edificios, Ralph es el homónimo del personaje de la película de Walt Disney, Wreck-It Ralph.
En la próxima película de 2018, un lobo que se puede considerar como Ralph está mutado por un experimento de otro mundo. También se muestra que se desliza en el aire como una ardilla voladora.

#### VERN
VERN (abreviación de Némesis Radioactiva Violentamente Enfurecida y, a veces, deletreado Vern) es una abominación gigante que puede volar.
Apareció por primera vez en Rampage: Gira Mundial, donde cualquier monstruo puede convertirse en él.
En Rampage: Destrucción Total, a Vern se le dio una apariencia más desaliñada y usa un taparrabos.

#### Curtis
Curtis es un monstruo gigante de tipo ratón de laboratorio.
Debutando en Rampage 2: Gira Universal, Curtis fue originalmente un científico en Scumlabs que fue mutado por una explosión de laboratorio.

#### Boris
Boris es un monstruo gigante de tipo rinoceronte.
Debutándose en Rampage 2: Gira Universal, Boris fue originalmente un científico en Scumlabs que fue mutado por una explosión de laboratorio.
En Rampage: Destrucción Total, Boris bebió Soda Scum, y tuvo una reacción violenta que lo convirtió en un monstruo gigante de tipo rinoceronte.

#### Ruby
Ruby es un monstruo gigante de tipo Langosta.
Debutando en Rampage 2: Gira Universal, Ruby fue originalmente un científico en Scumlabs que fue mutado por una explosión de laboratorio.
En Rampage: Destrucción Total, Ruby bebió Soda Scum donde tuvo una reacción violenta que la convirtió en un monstruo gigante de tipo Langosta.

### Scumlabs
Scumlabs es una compañía malvada y corrupta que fue responsable de la creación de los monstruos. Entre los miembros de esta compañía están:

#### Eustace DeMonic
Eustace DeMonic es un empresario y el CEO de Scumlabs que aparece en Rampage Gira Mundial. Cuando enfrenta a George, Ralph y Lizzie en la Luna, se transforma en un monstruo gigante que lucha contra ellos. George, Ralph y Lizzie lograron matar a Eustace en su forma de monstruo.

#### Dra. Elizabeth Veronica
La Dra. Elizabeth Veronica es una científica en Scumlabs.
En Rampage Gira Mundial, la Dra. Elizabeth Warren trabajó con George, Ralph y Lizzie en una instalación de Scumlabs en Toxic Hollow, Illinois, hasta que en un experimento mutó a George, Ralph y Lizzie. Al convertirse en el único superviviente de los ataques de los monstruos y dirigirse a la Luna, la Dr. Veronica usa una pistola de rayos en los monstruos y se dirige a la Tierra. Aunque ella no sabe que la pistola de rayos que usó era un rayo retráctil.

#### Sr. Z
El Sr. Z es el CEO de Scumlabs en Rampage: Destrucción Total.
Se lo ve por primera vez cuando un trabajador masculino no identificado que le está diciendo al Sr. Z y a los que están con él acerca de su producto la Soda Scum. El vídeo que muestra el hombre muestra a George saboreando la Soda Scum hasta que muta en su forma de monstruo debido a una reacción negativa a la Soda Scum. El Sr. Z le pregunta al hombre sobre cuántos tuvieron una reacción negativa al refresco. Dependiendo de la versión del videojuego, el hombre le dirá al Sr. Z 30 o 40, ya que el Sr. Z declara que Scum Labs se arruinará si esto llega a la prensa. Un científico presente le dice al Sr. Z que los monstruos fueron colocados en crio-tubos que están escondidos donde nadie puede encontrarlos. Como el hombre dice que Scum Soda será enorme, George aparece de repente y agarra al hombre mientras el Sr. Z declara que tienen un problema.
En la escena final, el hombre herido aparece ante el Sr. Z y le informa que la Soda Scum es un éxito. El Sr. Z dice que a nadie le importa si se convierten en monstruos gigantes. Los dos hombres luego se ríen mientras el último plano muestra una televisión esta transmitiendo los ataques de George.

### Adaptación cinematográfica
Artículo principal: Rampage (película de 2018)
El 18 de noviembre de 2011 se anunció que una adaptación cinematográfica del juego estaba en desarrollo provisional por New Line Cinema. El 22 de junio de 2015, se anunció que el actor Dwayne Johnson y el productor Beau Flynn estaban vinculados al proyecto. El 22 de julio de 2015 se anunció que el director de San Andreas, Brad Peyton, dirigiría la película. El 20 de julio de 2016, se informó que la producción de la película comenzaría en marzo de 2017. La filmación comenzó oficialmente el 17 de abril de 2017. Rampage fue estrenada el 20 de abril de 2018.